# Segon Gabinet Straujuma
El Segon Gabinet Straujuma (en letó: Straujumas 2. Ministru kabinets) és el govern de la República de Letònia, el segon dirigit pel primer ministre Laimdota Straujuma des del 5 de novembre de 2014, i corresponent a la XII legislatura del Saeima.

## Història i coalició
Liderat pel primer ministre sortint Laimdota Straujuma, aquest govern succeeix el primer Gabinet Straujuma està format i recolzat per una coalició de centre-dreta entre la Unitat, la Unió de Verds i Agricultors (ZZS) i l'Aliança Nacional (AN). Junts tenen 61 escons d'un total de 100 al Saeima.
Està format després de les eleccions parlamentàries del 4 d'octubre 2014 i succeeix el Primer Gabinet Straujuma constituït i sostingut pels mateixos partits així com del Partit de la Reforma (RP), signant d'un acord electoral amb Unitat el 2013. Durant l'elecció amb la majoria parlamentària, encara que lleugerament reduït, va ser clarament triomfador. Com a resultat, es va formar un nou executiu.

## Composició
Llista dels ministeris de Letònia encapçalats per ministres del Segon gabinet Straujuma:
| Ministeri                                                                 | Nom                  | Partit i data               | Partit i data                   |
| ------------------------------------------------------------------------- | -------------------- | --------------------------- | ------------------------------- |
| Primer Ministre                                                           | Laimdota Straujuma   | Unitat                      | 5 de novembre de 2014 - present |
| Ministeri de Defensa                                                      | Raimonds Vējonis     | Unió de Verds i Agricultors | 5 de novembre de 2014 - present |
| Ministeri d'Afers Exteriors                                               | Edgars Rinkēvičs     | Unitat                      | 5 de novembre de 2014 - present |
| Ministeri d'Economia                                                      | Dana Reizniece-Ozola | Unió de Verds i Agricultors | 5 de novembre de 2014 - present |
| Ministeri de Finances                                                     | Jānis Reirs          | Unitat                      | 5 de novembre de 2014 - present |
| Ministeri d'Interior                                                      | Rihards Kozlovskis   | Unitat                      | 5 de novembre de 2014 - present |
| Ministeri d'Educació i Ciència                                            | Mārīte Seile         | Independent                 | 5 de novembre de 2014 - present |
| Ministeri de Cultura                                                      | Dace Melbārde        | Aliança Nacional            | 5 de novembre de 2014 - present |
| Minister de Benestar                                                      | Uldis Augulis        | Unió de Verds i Agricultors | 5 de novembre de 2014 - present |
| Ministeri per la Protecció del Medi Ambient i el Desenvolupament Regional | Kaspars Gerhards     | Aliança Nacional            | 5 de novembre de 2014 - present |
| Ministeri de Transport                                                    | Anrijs Matīss        | Unitat                      | 5 de novembre de 2014 - present |
| Ministeri de Justícia                                                     | Dzintars Rasnačs     | Aliança Nacional            | 5 de novembre de 2014 - present |
| Ministeri de Salut                                                        | Guntis Belēvičs      | Unió de Verds i Agricultors | 5 de novembre de 2014 - present |
| Ministeri d'Agricultura                                                   | Jānis Dūklavs        | Unió de Verds i Agricultors | 5 de novembre de 2014 - present |